# United States Medical Licensing Examination
Das USMLE (United States Medical Licensing Examination, auch: „Board exam“) ist eine dreigliedrige Prüfung, bei der Mediziner zwei Teile ablegen müssen, um in den USA ärztlich tätig werden zu dürfen.
- Der erste Schritt (Step 1) besteht aus einer schriftlichen Prüfung und entspricht z. B. ungefähr dem vermittelten Lernstoff der ersten 4 Studienjahre des Medizinstudiums an der Universität Zürich[1]
- Der zweite (Step 2) bestand bis zu Beginn der COVID-19-Pandemie aus einer schriftlichen (clinical knowledge) und einer praktischen (clinical skills) Prüfung. Die Durchführung des praktischen Teil (USMLE Step 2 CS) wird 2021 nicht wieder aufgenommen[2] und ist daher nicht mehr erforderlich. 2024 spricht man von Step 2 CK, der aus maximal 318 Fragen in 8 Blocks mit je 60 Minuten Dauer besteht, die am PC in Test Centers zu beantworten sind.[3]
- Der dritte Schritt (Step 3) muss je nach Bundesstaat vor oder während der Residency abgelegt werden. Er prüft klinisches Wissen und Fertigkeiten incl. der Kommunikation in Englisch.[1]

Internationale Ärzte können die schriftliche Prüfung in Prüfungszentren weltweit ablegen, was allerdings je nach Lokalisation eine gewisse zusätzliche Gebühr kostet (momentan $850-$1350), wohingegen die praktische Prüfung nur in den USA selbst absolviert werden konnte. Für ausländische Ärzte erfolgte die Prüfungszulassung und -koordination über die ECFMG (Educational Commission for Foreign Medical Graduates) mithilfe eines mehrstufigen Anmeldeprozesses.